# Деллавалле, Алессандро
Алессандро Деллавалле (итал. Alessandro Dellavalle; род. 11 мая 2004, Турин) — итальянский футболист, защитник клуба «Торино».

## Клубная карьера
Деллавалле — воспитанник клуба «Торино».

## Международная карьера
В 2023 году Деллавалле в составе юношеской сборной Италии выиграл молодёжный чемпионат Европы на Мальте. На турнире он сыграл в матчах против сборных Мальты, Испании и Португалии.

## Достижения
Сборная Италии
- Чемпион юношеского чемпионата Европы (до 19): 2023